# FC Union Wels
FC Union Wels was een Oostenrijkse voetbalclub uit Wels, in de deelstaat Opper-Oostenrijk. 
In 1980 promoveerde de club naar de 2. Bundesliga. Na twee seizoenen werd de club zesde en kon promoveren naar de Bundesliga omdat deze werd uitgebreid naar 16 clubs. Het volgende seizoen werd de club veertiende en kon de club met één punt voorsprong op First Vienna de degradatie net vermijden. 
Tijdens Seizoen 1983/84 kreeg de club met zware financiële problemen te kampen en ging failliet. De laatste wedstrijd was op de zestiende speeldag, een 2-4-verlies tegen Favoritner AC. De opheffing van de club kon verhinderd worden en de club speelde verder in de lagere klassen van Opper-Oostenrijk. 
In 2003 fusioneerde de club met stadsrivaal SK Eintracht en werd zo FC Wels.